# Rugby sevens nos Jogos Olímpicos de Verão de 2016 - Feminino
O torneio 'feminino de rugby sevens nos Jogos Olímpicos de Verão de 2016 foi realizado entre 6 e 8 de agosto no Estádio de Deodoro. Doze equipes participaram do evento.

## Calendário
|          | Sábado 6 ago | Domingo 7 ago | Domingo 7 ago | Segunda 8 ago | Segunda 8 ago |
| -------- | ------------ | ------------- | ------------- | ------------- | ------------- |
| Feminino | Grupos       | Grupos        | Quartas       | Semi          | Final         |

## Medalhistas
A Austrália ganhou o duelo da Oceania na final contra a Nova Zelândia para se sagrar a primeira campeã olímpica da modalidade. Já o Canadá bateu a Grã-Bretanha na luta pelo bronze.
|  | AUS Austrália |  | NZL Nova Zelândia |  | CAN Canadá |
|  | Nicole Beck Charlotte Caslick Emilee Cherry Chloe Dalton Gemma Etheridge Ellia Green Shannon Parry Evania Pelite Alicia Quirk Emma Tonegato Amy Turner Sharni Williams |  | Shakira Baker Kelly Brazier Gayle Broughton Theresa Fitzpatrick Sarah Goss Huriana Manuel Kayla McAlister Tyla Nathan-Wong Terina Te Tamaki Ruby Tui Niall Williams Portia Woodman |  | Brittany Benn Hannah Darling Bianca Farella Jen Kish Ghislaine Landry Megan Lukan Kayla Moleschi Karen Paquin Kelly Russell Ashley Steacy Natasha Watcham-Roy Charity Williams |

## Qualificação
| Torneio                                          | Data                   | Local       | Vagas | Classificados  |
| ------------------------------------------------ | ---------------------- | ----------- | ----- | -------------- |
| País sede                                        | 2 de outubro 2009      | Copenhague  | 1     | Brasil         |
| Série Mundial de Sevens 2014-15                  | 17 de maio de 2015     | Vários      | 4     | Austrália      |
| Série Mundial de Sevens 2014-15                  | 17 de maio de 2015     | Vários      | 4     | Canadá         |
| Série Mundial de Sevens 2014-15                  | 17 de maio de 2015     | Vários      | 4     | Grã-Bretanha   |
| Série Mundial de Sevens 2014-15                  | 17 de maio de 2015     | Vários      | 4     | Nova Zelândia  |
| Torneio CONSUR Feminino de 2015                  | 7 de junho de 2015     | Santa Fé    | 1     | Colômbia       |
| Torneio NACRA Feminino de 2015                   | 14 de junho de 2015    | Cary        | 1     | Estados Unidos |
| Sevens Grand Prix Series da Rugby Europe de 2015 | 21 de junho de 2015    | Vários      | 1     | França         |
| Torneio Africa Cup Sevens Feminino de 2015       | 27 de setembro de 2015 | Joanesburgo | 1     | Quênia         |
| Campeonato de Sevens Feminino da Oceania de 2015 | 15 de novembro de 2015 | Auckland    | 1     | Fiji           |
| Campeonato de Sevens Feminino da ARFU de 2015    | 29 de novembro de 2015 | Hong Kong   | 1     | Japão          |
| Torneio qualificatório                           | 26 de junho de 2016    | Dublin      | 1     | Espanha        |
| Total                                            | Total                  | Total       | 12    |                |

## Árbitros
Vinte árbitros foram selecionados pela World Rugby. Posteriormente, duas árbitras brasileiras foram incluídos como assistentes.
| - RSA Aimee Barrett - NZL Jess Beard - ITA Beatrice Benvenuti - FIJ James Bolabiu - GBR Sara Cox - JPN Sakurako Kawasaki - CAN Rose Labreche | - HKG Gabriel Lee - ESP Alhambra Nievas - AUS Amy Perrett - GBR Alex Pratt - RSA Rasta Rasivhenge - BRA Mariana Wyse – assistente - BRA Nayara Lima – assistente |

## Fase de grupos
As doze equipes integraram três grupos de quatro na primeira fase, totalizando três jogos para cada. Ao final dessa fase as duas primeiras colocadas de cada grupo, mais as duas melhores terceiro colocadas, se classificaram para as quartas de final. As equipes restantes avançaram para a disputa do nono ao décimo segundo lugar.
Todas as partidas seguem o fuso horário local (UTC−3).

### Grupo A
|  | Equipes classificadas para a fase seguinte |

| Pos | Seleção        | P | J | V | E | D | PF  | PC  | +/-  |
| --- | -------------- | - | - | - | - | - | --- | --- | ---- |
| 1   | Austrália      | 8 | 3 | 2 | 1 | 0 | 101 | 12  | +89  |
| 2   | Fiji           | 7 | 3 | 2 | 0 | 1 | 48  | 43  | +5   |
| 3   | Estados Unidos | 6 | 3 | 1 | 1 | 1 | 67  | 24  | +43  |
| 4   | Colômbia       | 3 | 3 | 0 | 0 | 3 | 0   | 137 | –137 |

Ordenamento da classificação: 1) Pontos da classificação; 2) Saldo de pontos (marcados/sofridos); 3) Pontos a favor; 4) Confronto direto.
| 6 de agosto 13:00                           |           |                                                    |                                                                  |
| Estados Unidos                              | 7–12      | Fiji                                               | Estádio de Deodoro, Rio de Janeiro Árbitro: RSA Rasta Rasivhenge |
| Tries: Kelter 10' c Conv.: Baravilala (1/1) | Relatório | Tries: Tisolo 4' c Ravisa 8' m Conv.: Tisolo (1/2) | Estádio de Deodoro, Rio de Janeiro Árbitro: RSA Rasta Rasivhenge |

| 6 de agosto 13:30 |           |          |                                                            |
| Austrália | 53–0      | Colômbia | Estádio de Deodoro, Rio de Janeiro Árbitro: NZL Jess Beard |
| Tries: Williams 1' m Caslick (3) 3' c, 7' m, 8' c Tonegato 5' m Parry 7' m Beck (2) 10' c, 13' c Turner 12' m Conv.: Dalton (3/8) Etheridge (1/1) | Relatório |          | Estádio de Deodoro, Rio de Janeiro Árbitro: NZL Jess Beard |

| 6 de agosto 18:00 |           |          |                                                                    |
| Estados Unidos | 48–0      | Colômbia | Estádio de Deodoro, Rio de Janeiro Árbitro: ITA Beatrice Benvenuti |
| Tries: Kelter (2) 1' c, 6' c Doyle 6' m Johnson (2) 7' m, 13' m Javelet 8' c Carlyle 11' c Fa'avesi 14' m Conv.: Kelter (2/3) Baravilala (2/3) Stephens (0/2) | Relatório |          | Estádio de Deodoro, Rio de Janeiro Árbitro: ITA Beatrice Benvenuti |

| 6 de agosto 18:30                                                                                     |           |      |                                                          |
| Austrália                                                                                             | 36–0      | Fiji | Estádio de Deodoro, Rio de Janeiro Árbitro: GBR Sara Cox |
| Tries: Cherry 1' c Tonegato (2) 4' m, 13' c Caslick 5' c Green 10' m Dalton 14' m Conv.: Dalton (3/6) | Relatório |      | Estádio de Deodoro, Rio de Janeiro Árbitro: GBR Sara Cox |

| 7 de agosto 13:00 |           |          |                                                               |
| Fiji | 36–0      | Colômbia | Estádio de Deodoro, Rio de Janeiro Árbitro: CAN Rose Labreche |
| Tries: Daveau (2) 1' c, 3' m Tinai 5' c Roqica 7' m Riwai 9' c Nagasau 14' m Conv.: Tinai (2/4) Riwai (1/1) Tisolo (0/1) | Relatório |          | Estádio de Deodoro, Rio de Janeiro Árbitro: CAN Rose Labreche |

| 7 de agosto 13:30                                   |           |                                                        |                                                                 |
| Austrália                                           | 12–12     | Estados Unidos                                         | Estádio de Deodoro, Rio de Janeiro Árbitro: ESP Alhambra Nievas |
| Tries: Tonegato (2) 4' m, 14' c Conv.: Dalton (1/2) | Relatório | Tries: Javelet (2) 9' c, 11' m Conv.: Baravilala (1/2) | Estádio de Deodoro, Rio de Janeiro Árbitro: ESP Alhambra Nievas |

### Grupo B
|  | Equipes classificadas para a fase seguinte |

| Pos | Seleção       | P | J | V | E | D | PF  | PC  | +/- |
| --- | ------------- | - | - | - | - | - | --- | --- | --- |
| 1   | Nova Zelândia | 9 | 3 | 3 | 0 | 0 | 109 | 12  | +97 |
| 2   | França        | 7 | 3 | 2 | 0 | 1 | 71  | 40  | +31 |
| 3   | Espanha       | 5 | 3 | 1 | 0 | 2 | 31  | 65  | –34 |
| 4   | Quênia        | 3 | 3 | 0 | 0 | 3 | 17  | 111 | –94 |

Ordenamento da classificação: 1) Pontos da classificação; 2) Saldo de pontos (marcados/sofridos); 3) Pontos a favor; 4) Confronto direto.
| 6 de agosto 11:00                                                                      |           |                                               |                                                             |
| França                                                                                 | 24–7      | Espanha                                       | Estádio de Deodoro, Rio de Janeiro Árbitro: AUS Amy Perrett |
| Tries: Grassineau 3' c Guérin 7' m Ladagnous 9' c Guiglion 13' m Conv.: Biscarat (2/4) | Relatório | Tries: P. García 11' c Conv.: P. García (1/1) | Estádio de Deodoro, Rio de Janeiro Árbitro: AUS Amy Perrett |

| 6 de agosto 11:30 |           |        |                                                          |
| Nova Zelândia | 52–0      | Quênia | Estádio de Deodoro, Rio de Janeiro Árbitro: GBR Sara Cox |
| Tries: Woodman (3) 1' c, 8' c, 13' m McAlister (2) 3' c, 14' m Manuel 6' c Broughton 10' c Williams 14' c Conv.: Nathan-Wong (5/6) Brazier (1/2) | Relatório |        | Estádio de Deodoro, Rio de Janeiro Árbitro: GBR Sara Cox |

| 6 de agosto 16:00 |           |                                        |                                                                 |
| França | 40–7      | Quênia                                 | Estádio de Deodoro, Rio de Janeiro Árbitro: ESP Alhambra Nievas |
| Tries: Ladagnous (2) 4' c, 14' m Le Pesq 7' c Horta 8' c Guérin 11' c Amiel 14' c Conv.: Le Pesq (4/5) Biscarat (1/1) | Relatório | Tries: Masinde 7' c Conv.: Awino (1/1) | Estádio de Deodoro, Rio de Janeiro Árbitro: ESP Alhambra Nievas |

| 6 de agosto 16:30                                                                                         |           |                                            |                                                             |
| Nova Zelândia                                                                                             | 31–5      | Espanha                                    | Estádio de Deodoro, Rio de Janeiro Árbitro: HKG Gabriel Lee |
| Tries: Woodman 2' m McAlister (2) 3' c, 12' m Nathan-Wong 8' c Fitzpatrick 14' c Conv.: Nathan-Wong (3/5) | Relatório | Tries: Casado 11' m Conv.: P. García (0/1) | Estádio de Deodoro, Rio de Janeiro Árbitro: HKG Gabriel Lee |

| 7 de agosto 11:00                                            |           |                                                  |                                                               |
| Espanha                                                      | 19–10     | Quênia                                           | Estádio de Deodoro, Rio de Janeiro Árbitro: FIJ James Bolabiu |
| Tries: Plà 1' m Bravo (2) 9' c, 12' c Conv.: P. García (2/3) | Relatório | Tries: Nziwa 6' m Okelo 14' m Conv.: Awino (0/2) | Estádio de Deodoro, Rio de Janeiro Árbitro: FIJ James Bolabiu |

| 7 de agosto 11:30                                                                     |           |                                              |                                                                  |
| Nova Zelândia                                                                         | 26–7      | França                                       | Estádio de Deodoro, Rio de Janeiro Árbitro: RSA Rasta Rasivhenge |
| Tries: Brazier 1' c Manuel 3' c Woodman 6' m McAlister 13' c Conv.: Nathan-Wong (3/4) | Relatório | Tries: Grassineau 7' c Conv.: Biscarat (1/1) | Estádio de Deodoro, Rio de Janeiro Árbitro: RSA Rasta Rasivhenge |

### Grupo C
|  | Equipes classificadas para a fase seguinte |

| Pos | Seleção      | P | J | V | E | D | PF | PC  | +/-  |
| --- | ------------ | - | - | - | - | - | -- | --- | ---- |
| 1   | Grã-Bretanha | 9 | 3 | 3 | 0 | 0 | 91 | 33  | +88  |
| 2   | Canadá       | 7 | 3 | 2 | 0 | 1 | 83 | 22  | +61  |
| 3   | Brasil       | 5 | 3 | 1 | 0 | 2 | 29 | 77  | –48  |
| 4   | Japão        | 3 | 3 | 0 | 0 | 3 | 10 | 111 | –101 |

Ordenamento da classificação: 1) Pontos da classificação; 2) Saldo de pontos (marcados/sofridos); 3) Pontos a favor; 4) Confronto direto.
| 6 de agosto 12:00                                                                                  |           |                           |                                                                 |
| Grã-Bretanha                                                                                       | 29–3      | Brasil                    | Estádio de Deodoro, Rio de Janeiro Árbitro: ESP Alhambra Nievas |
| Tries: Watmore 5' c Hunt (2) 9' c, 12' m Joyce 14' m Scott 14' m Conv.: McLean (2/3) Watmore (0/2) | Relatório | Penais: Kochhann (1/1) 7' | Estádio de Deodoro, Rio de Janeiro Árbitro: ESP Alhambra Nievas |

| 6 de agosto 12:30 |           |       |                                                               |
| Canadá | 45–0      | Japão | Estádio de Deodoro, Rio de Janeiro Árbitro: FIJ James Bolabiu |
| Tries: Landry (2) 1' c, 6' c Moleschi 3' c Farella (2) 4' m, 9' m Benn 13' c Watcham-Roy 14' c Conv.: Landry (3/4) Russell (2/3) | Relatório |       | Estádio de Deodoro, Rio de Janeiro Árbitro: FIJ James Bolabiu |

| 6 de agosto 17:00 |           |       |                                                                  |
| Grã-Bretanha | 40–0      | Japão | Estádio de Deodoro, Rio de Janeiro Árbitro: RSA Rasta Rasivhenge |
| Tries: Wilson-Hardy 1' c Richardson 4' c Watmore 6' c McLean 7' m Scott 10' c Fisher 16' c Conv.: Richardson (3/3) McLean (0/1) Scott (2/2) | Relatório |       | Estádio de Deodoro, Rio de Janeiro Árbitro: RSA Rasta Rasivhenge |

| 6 de agosto 17:30                                                                                               |           |        |                                                             |
| Canadá | 38–0      | Brasil | Estádio de Deodoro, Rio de Janeiro Árbitro: AUS Amy Perrett |
| Tries: Paquin (2) 1' c, 7' c Kish 5' m Moleschi 6' c Farella (2) 12' c, 17' m Conv.: Russell (3/4) Landry (1/2) | Relatório |        | Estádio de Deodoro, Rio de Janeiro Árbitro: AUS Amy Perrett |

| 7 de agosto 12:00                                                                                 |           |                                                       |                                                             |
| Brasil                                                                                            | 26–10     | Japão                                                 | Estádio de Deodoro, Rio de Janeiro Árbitro: HKG Gabriel Lee |
| Tries: Ishibashi 2' m Muhlbauer (2) 10' c, 14' c Araújo 12' c Conv.: Kochhann (2/3) Balconi (1/1) | Relatório | Tries: Kuwai 7' m Yamaguchi 8' m Conv.: Okuroda (0/2) | Estádio de Deodoro, Rio de Janeiro Árbitro: HKG Gabriel Lee |

| 7 de agosto 12:30 |           | |                                                            |
| Canadá            | 0–22      | Grã-Bretanha                                                                                            | Estádio de Deodoro, Rio de Janeiro Árbitro: NZL Jess Beard |
|                   | Relatório | Tries: Richardson 4' m Wilson-Hardy 6' m Scarratt (2) 10' m, 12' c Conv.: Richardson (1/2) McLean (0/2) | Estádio de Deodoro, Rio de Janeiro Árbitro: NZL Jess Beard |

### Melhores terceiro colocadas
| Pos. | Gr. | Seleção        | P | J | V | E | D | PF | PC | +/- |
| ---- | --- | -------------- | - | - | - | - | - | -- | -- | --- |
| 1    | A   | Estados Unidos | 6 | 3 | 1 | 1 | 1 | 67 | 24 | +43 |
| 2    | B   | Espanha        | 5 | 3 | 1 | 0 | 2 | 31 | 65 | –34 |
| 3    | C   | Brasil         | 5 | 3 | 1 | 0 | 2 | 29 | 77 | –48 |

## Fase final
As vencedores das quartas de final avançaram para as semifinais, com as perdedoras disputando do quinto ao oitavo lugar. As equipes vencedores das semifinais partiram para a disputa de medalha de ouro e os perdedores para a disputa pelo bronze.
|  | Quartas de final | Quartas de final |              |              | Semifinal           | Semifinal           |  |  | Disputa pelo ouro | Disputa pelo ouro |
|  |                  |                  |              |              |                     |                     |  |  |                   |                   |
|  | 7 de agosto      |                  |              |              |                     |                     |  |  |                   |                   |
|  |                  |                  |              |              |                     |                     |  |  |                   |                   |
|  | Austrália        | 24               |              |              |                     |                     |  |  |                   |                   |
|  | Austrália        | 24               | 8 de agosto  |              |                     |                     |  |  |                   |                   |
|  | Espanha          | 0                |              |              |                     |                     |  |  |                   |                   |
|  | Espanha          | 0                | Austrália    | 17           |                     |                     |  |  |                   |                   |
|  | 7 de agosto      |                  | Austrália    | 17           |                     |                     |  |  |                   |                   |
|  |                  | Canadá           | 5            |              |                     |                     |  |  |                   |                   |
|  | França           | Canadá           | 5            | 5            |                     |                     |  |  |                   |                   |
|  | França           |                  | 8 de agosto  | 5            |                     |                     |  |  |                   |                   |
|  | Canadá           | 15               |              |              |                     |                     |  |  |                   |                   |
|  | Canadá           | 15               | Austrália    | 24           |                     |                     |  |  |                   |                   |
|  | 7 de agosto      |                  | Austrália    | 24           |                     |                     |  |  |                   |                   |
|  |                  | Nova Zelândia    | 17           |              |                     |                     |  |  |                   |                   |
|  | Grã-Bretanha     | Nova Zelândia    | 17           | 26           |                     |                     |  |  |                   |                   |
|  | Grã-Bretanha     | 8 de agosto      |              | 26           |                     |                     |  |  |                   |                   |
|  | Fiji             | 7                |              |              |                     |                     |  |  |                   |                   |
|  | Fiji             | 7                | Grã-Bretanha | 7            | Disputa pelo bronze | Disputa pelo bronze |  |  |                   |                   |
|  | 7 de agosto      |                  | Grã-Bretanha | 7            | Disputa pelo bronze | Disputa pelo bronze |  |  |                   |                   |
|  |                  | Nova Zelândia    | 25           |              |                     |                     |  |  |                   |                   |
|  | Nova Zelândia    | Nova Zelândia    | 25           | 5            | Canadá              | 33                  |  |  |                   |                   |
|  | Nova Zelândia    |                  |              | 5            | Canadá              | 33                  |  |  |                   |                   |
|  | Estados Unidos   | 0                |              | Grã-Bretanha | 10                  |                     |  |  |                   |                   |
|  | Estados Unidos   | 0                |              |              | 10                  |                     |  |  |                   |                   |
|  |                  |                  |              |              |                     |                     |  |  | 8 de agosto       |                   |
|  |                  |                  |              |              |                     |                     |  |  |                   |                   |

|  | Classificação 5–8 | Classificação 5–8 |    |             | Disputa pelo 5º lugar | Disputa pelo 5º lugar |  |
|  |                   |                   |    |             |                       |                       |  |
|  | 8 de agosto       |                   |    |             |                       |                       |  |
|  | Espanha           | 12                |    |             |                       |                       |  |
|  | França            | 24                |    |             |                       |                       |  |
|  |                   |                   |    |             |                       |                       |  |
|  |                   |                   |    |             | 8 de agosto           |                       |  |
|  |                   |                   |    |             | França                | 5                     |  |
|  |                   | Estados Unidos    | 19 |             |                       |                       |  |
|  |                   |                   |    |             |                       |                       |  |
|  |                   |                   |    |             |                       |                       |  |
|  |                   |                   |    |             | Disputa pelo 7º lugar |                       |  |
|  | 8 de agosto       | 8 de agosto       |    | 8 de agosto | 8 de agosto           |                       |  |
|  | Fiji              | 7                 |    | Espanha     | 21                    |                       |  |
|  | Estados Unidos    | 12                |    |             | Fiji                  | 0                     |  |

|  | Classificação 9–12 | Classificação 9–12 |   |             | Disputa pelo 9º lugar  | Disputa pelo 9º lugar |  |
|  |                    |                    |   |             |                        |                       |  |
|  | 7 de agosto        |                    |   |             |                        |                       |  |
|  | Brasil             | 24                 |   |             |                        |                       |  |
|  | Colômbia           | 0                  |   |             |                        |                       |  |
|  |                    |                    |   |             |                        |                       |  |
|  |                    |                    |   |             | 8 de agosto            |                       |  |
|  |                    |                    |   |             | Brasil                 | 33                    |  |
|  |                    | Japão              | 5 |             |                        |                       |  |
|  |                    |                    |   |             |                        |                       |  |
|  |                    |                    |   |             |                        |                       |  |
|  |                    |                    |   |             | Disputa pelo 11º lugar |                       |  |
|  | 7 de agosto        | 7 de agosto        |   | 8 de agosto | 8 de agosto            |                       |  |
|  | Quênia             | 0                  |   | Colômbia    | 10                     |                       |  |
|  | Japão              | 24                 |   |             | Quênia                 | 22                    |  |

### Classificação 9º–12º lugar
| 7 de agosto 16:00                                                             |           |          |                                                                   |
| Brasil                                                                        | 24–0      | Colômbia | Estádio de Deodoro, Rio de Janeiro Árbitro: JPN Sakurako Kawasaki |
| Tries: Ramalho 3' m Teles (2) 6' c, 7' m Muhlbauer 9' c Conv.: Kochhann (2/4) | Relatório |          | Estádio de Deodoro, Rio de Janeiro Árbitro: JPN Sakurako Kawasaki |

| 7 de agosto 16:30 |           |                                                                                                |                                                               |
| Quênia            | 0–24      | Japão                                                                                          | Estádio de Deodoro, Rio de Janeiro Árbitro: RSA Aimee Barrett |
|                   | Relatório | Tries: Yamaguchi (2) 2' m, 6' c Kuwai 8' m Kanematsu 13' c Conv.: Okuroda (1/2) Yamanaka (1/2) | Estádio de Deodoro, Rio de Janeiro Árbitro: RSA Aimee Barrett |

##### Disputa pelo 11º lugar
| 8 de agosto 12:30                                      |           |                                                                                          |                                                               |
| Colômbia                                               | 10–22     | Quênia                                                                                   | Estádio de Deodoro, Rio de Janeiro Árbitro: CAN Rose Labreche |
| Tries: S. Acevedo 1' m Medina 7' m Conv.: Lopera (0/2) | Relatório | Tries: Okelo (2) 4' m, 11' c I. Otieno 9' m Masinde 14' m Conv.: Awino (1/3) Nziwa (0/1) | Estádio de Deodoro, Rio de Janeiro Árbitro: CAN Rose Labreche |

#### Disputa pelo 9º lugar
| 8 de agosto 13:00                                                                                 |           |                                          |                                                                 |
| Brasil                                                                                            | 33–5      | Japão                                    | Estádio de Deodoro, Rio de Janeiro Árbitro: ESP Alhambra Nievas |
| Tries: Muhlbauer 5' c Campos 7' m Ishibashi 8' c Scatrut 9' c Cerullo 13' c Conv.: Kochhann (4/5) | Relatório | Tries: Okuroda 3' m Conv.: Okuroda (0/1) | Estádio de Deodoro, Rio de Janeiro Árbitro: ESP Alhambra Nievas |

### Classificação 5º–8º lugar
| 8 de agosto 13:30                                           |           |                                                                                    |                                                               |
| Espanha                                                     | 12–24     | França                                                                             | Estádio de Deodoro, Rio de Janeiro Árbitro: FIJ James Bolabiu |
| Tries: Erbina 12' c Echebarría 14' m Conv.: P. García (1/2) | Relatório | Tries: Mayans 1' m Guérin (3) 3' c, 7' m, 9' c Conv.: Le Pesq (1/3) Biscarat (1/1) | Estádio de Deodoro, Rio de Janeiro Árbitro: FIJ James Bolabiu |

| 8 de agosto 14:00                   |           |                                                                         |                                                            |
| Fiji                                | 7–12      | Estados Unidos                                                          | Estádio de Deodoro, Rio de Janeiro Árbitro: NZL Jess Beard |
| Tries: Tavo 4' c Conv.: Tinai (1/1) | Relatório | Tries: Kelter 10' c Stephens 12' m Conv.: Kelter (1/1) Baravilala (0/1) | Estádio de Deodoro, Rio de Janeiro Árbitro: NZL Jess Beard |

#### Disputa pelo 7º lugar
| 8 de agosto 17:30                                                        |           |      |                                                                    |
| Espanha                                                                  | 21–0      | Fiji | Estádio de Deodoro, Rio de Janeiro Árbitro: ITA Beatrice Benvenuti |
| Tries: P. García 3' c Erbina 5' c Echebarría 7' c Conv.: P. García (3/3) | Relatório |      | Estádio de Deodoro, Rio de Janeiro Árbitro: ITA Beatrice Benvenuti |

#### Disputa pelo 5º lugar
| 8 de agosto 18:00                           |           |                                                                                   |                                                          |
| França                                      | 5–19      | Estados Unidos                                                                    | Estádio de Deodoro, Rio de Janeiro Árbitro: GBR Sara Cox |
| Tries: Grassineau 6' m Conv.: Le Pesq (0/1) | Relatório | Tries: Kelter 8' c Javelet 9' m Fa'avesi 11' c Conv.: Kelter (1/2) Stephens (1/1) | Estádio de Deodoro, Rio de Janeiro Árbitro: GBR Sara Cox |

### Quartas de final
| 7 de agosto 17:00                                                                           |           |         |                                                            |
| Austrália                                                                                   | 24–0      | Espanha | Estádio de Deodoro, Rio de Janeiro Árbitro: NZL Jess Beard |
| Tries: Tonegato 3' m Caslick (2) 5' c, 9' c Green 14' m Conv.: Dalton (2/3) Etheridge (0/1) | Relatório |         | Estádio de Deodoro, Rio de Janeiro Árbitro: NZL Jess Beard |

| 7 de agosto 17:30                                                                 |           |                                          |                                                             |
| Canadá                                                                            | 15–5      | França                                   | Estádio de Deodoro, Rio de Janeiro Árbitro: AUS Amy Perrett |
| Tries: Moleschi 6' m Farella 12' m Landry 14' m Conv.: Landry (0/2) Russell (0/1) | Relatório | Tries: Le Pesq 3' m Conv.: Le Pesq (0/1) | Estádio de Deodoro, Rio de Janeiro Árbitro: AUS Amy Perrett |

| 7 de agosto 18:00                                                              |           |                                        |                                                                 |
| Grã-Bretanha                                                                   | 26–7      | Fiji                                   | Estádio de Deodoro, Rio de Janeiro Árbitro: ESP Alhambra Nievas |
| Tries: Brown (2) 1' c, 12' c Richardson 4' c Waterman 7' m Conv.: McLean (3/4) | Relatório | Tries: Naiqato 3' c Conv.: Tinai (1/1) | Estádio de Deodoro, Rio de Janeiro Árbitro: ESP Alhambra Nievas |

| 7 de agosto 18:30                            |           |                |                                                                  |
| Nova Zelândia                                | 5–0       | Estados Unidos | Estádio de Deodoro, Rio de Janeiro Árbitro: RSA Rasta Rasivhenge |
| Tries: Woodman 7' m Conv.: Nathan-Wong (0/1) | Relatório |                | Estádio de Deodoro, Rio de Janeiro Árbitro: RSA Rasta Rasivhenge |

### Semifinal
| 8 de agosto 14:30                                             |           |                                           |                                                                  |
| Austrália                                                     | 17–5      | Canadá                                    | Estádio de Deodoro, Rio de Janeiro Árbitro: RSA Rasta Rasivhenge |
| Tries: Cherry (2) 2' c, 7' m Dalton 10' m Conv.: Dalton (1/3) | Relatório | Tries: Williams 13' m Conv.: Landry (0/1) | Estádio de Deodoro, Rio de Janeiro Árbitro: RSA Rasta Rasivhenge |

| 8 de agosto 15:00                          |           |                                                                                    |                                                             |
| Grã-Bretanha                               | 7–25      | Nova Zelândia                                                                      | Estádio de Deodoro, Rio de Janeiro Árbitro: AUS Amy Perrett |
| Tries: Richardson 4' c Conv.: McLean (1/1) | Relatório | Tries: Woodman (3) 2' m, 7' m, 8' m Tui 5' m Manuel 10' m Conv.: Nathan-Wong (0/5) | Estádio de Deodoro, Rio de Janeiro Árbitro: AUS Amy Perrett |

### Disputa pelo bronze
| 8 de agosto 18:30                                                                        |           |                                                                       |                                                             |
| Canadá                                                                                   | 33–10     | Grã-Bretanha                                                          | Estádio de Deodoro, Rio de Janeiro Árbitro: AUS Amy Perrett |
| Tries: Paquin 3' c Landry (2) 6' c, 16' c Farella 9' m Russell 10' c Conv.: Landry (4/5) | Relatório | Tries: Waterman 4' m Joyce 13' m Conv.: McLean (0/1) Richardson (0/1) | Estádio de Deodoro, Rio de Janeiro Árbitro: AUS Amy Perrett |

### Final
| 8 de agosto 19:00                                                               |           |                                                                         |                                                                 |
| Austrália                                                                       | 24–17     | Nova Zelândia                                                           | Estádio de Deodoro, Rio de Janeiro Árbitro: ESP Alhambra Nievas |
| Tries: Tonegato 7' m Pelite 10' m Green 12' c Caslick 15' c Conv.: Dalton (2/4) | Relatório | Tries: McAlister (2) 4' m, 18' m Woodman 20' c Conv.: Nathan-Wong (1/3) | Estádio de Deodoro, Rio de Janeiro Árbitro: ESP Alhambra Nievas |

## Classificação final
| Pos.              | Equipe         | Jogos | Pontos | Méd. pts. | Tries | Méd. tries |
| ----------------- | -------------- | ----- | ------ | --------- | ----- | ---------- |
| Medalha de ouro   | Austrália      | 6     | 166    | 27.67     | 28    | 4.67       |
| Medalha de prata  | Nova Zelândia  | 6     | 156    | 26.00     | 26    | 4.33       |
| Medalha de bronze | Canadá         | 6     | 136    | 22.67     | 22    | 3.67       |
| 4                 | Grã-Bretanha   | 6     | 134    | 22.33     | 22    | 3.67       |
| 5                 | Estados Unidos | 6     | 98     | 16.33     | 16    | 2.67       |
| 6                 | França         | 6     | 105    | 17.50     | 17    | 2.83       |
| 7                 | Espanha        | 6     | 64     | 10.67     | 10    | 1.67       |
| 8                 | Fiji           | 6     | 62     | 7.75      | 10    | 1.67       |
| 9                 | Brasil         | 5     | 86     | 17.20     | 13    | 2.60       |
| 10                | Japão          | 5     | 39     | 7.80      | 7     | 1.40       |
| 11                | Quênia         | 5     | 39     | 7.80      | 7     | 1.40       |
| 12                | Colômbia       | 5     | 10     | 2.00      | 2     | 0.40       |